# Eskigediz, Gediz
Eskigediz là một xã thuộc huyện Gediz, tỉnh Kütahya, Thổ Nhĩ Kỳ. Dân số thời điểm năm 2008 là 3.497 người.